# ویل اسمالبون
ویل اسمالبون (انگلیسی: Will Smallbone؛ زادهٔ ۲۱ فوریهٔ ۲۰۰۰) بازیکن فوتبال اهل بریتانیا است.
از باشگاه‌هایی که در آن بازی کرده‌است می‌توان به باشگاه فوتبال ساوت‌همپتون اشاره کرد.
وی همچنین در تیم‌های ملی فوتبال زیر ۱۸ سال، زیر ۱۹ سال، زیر ۲۱ سال و بزرگسالان جمهوری ایرلند بازی کرده‌است.